# Elimia fusiformis
Elimia fusiformis är en snäckart som först beskrevs av I. Lea 1861.  Elimia fusiformis ingår i släktet Elimia och familjen Pleuroceridae. IUCN kategoriserar arten globalt som utdöd. Inga underarter finns listade i Catalogue of Life.